# ブルック・クラックストン
ブライアン・ブルック・クラックストン（英語: Brian Brooke Claxton、1898年8月23日 - 1960年6月23日）は、カナダの法律家、政治家である。キング、サンローランの2代の政権で入閣し、カナダにおける福祉国家と冷戦政策の立ち上げに力を尽くした。

## 生涯

### 生い立ち
モントリオールで生まれ、ローワー・カナダ・カレッジで教育を受けた。才能に恵まれていたクラックストンは、高校2年生を終えると1915年9月にマギル大学に飛び級で入学した。しかし、翌1916年には大学を休学して、カナダ・ビクトリア・ライフル銃隊に入隊した。マギル時代はカッパ・アルファ・ソサエティの会員だった。

### 兵士から弁護士、社会活動へ
第一次大戦中、クラックストンはロイヤル・カナディアン砲兵隊の一員として海外で従軍した。戦場で頭角を現したクラックストンは、上級軍曹に昇進し、殊勲章も受けている。
戦争が終わりカナダに帰国したクラックストンは、マギル大学で法律を修め、優等な成績で卒業した後、モントリオールで働きはじめた。1939年には勅選弁護士になり、1944年までマギル大学の商法の准教授も務めた。
クラックストンは地域の社会活動も精力的にこなした。彼はモントリオール・カナディアン・クラブ会長、ローワー・カナダ・カレッジ理事会議長 (1924年-1934年)、マギル大学の卒業生枠評議員などを務めている。彼はまた第一次大戦後に勃興したカナダ・ナショナリズムとも無縁ではなかった。クラックストンは、国際連盟協会に参加し、カナダ国際問題研究所モントリオール支部長にも就任している。クラックストンはまた政府側仲裁人となって、ラジオ放送をめぐる法的判断に関する憲法上の問題にも対処した。彼はカナダ放送協会 (CBC) の創設にも力を尽くしている。

### 政治家
クラックストンの政治活動は1940年の総選挙から始まった。この下院選挙で彼はモントリオールのセントローレンス・セントジョージ選挙区から自由党の候補者として出馬し、当選した。その後は1945年、1949年、1953年の選挙でも再選している。1943年に枢密院政務官となり、1944年には新設された国民保健福祉省の初代大臣となり、カナダ初の皆福祉の政策となる扶養家族手当を実行面で担当した。
クラックストンは1946年から1954年までは国防相を務めている。1947年にはキャンベラ会議のカナダ代表団長として日本との講和条約についてイギリス連邦諸国と議論した。1949年、ニューファンドランドに関する内閣委員会の副議長となったクラックストンは、カナダ側代表として、ニューファンドランドの連邦加入の合意文書に署名している。国防相としては、戦後の動員解除を指導し、カナダの冷戦政策を形作り、カナダの朝鮮戦争参戦を取り仕切った。ワシントンD.C.やパリ、ハーグなど各地で開かれた北大西洋条約防衛委員会の会合に出席し、1947年にはカナダ三軍の幹部候補生のための4年制の学校として、王立士官学校を再開した。「現代戦における士官の役目は、高い能力と体力とともに他の専門職にひけをとらない教育と成績を有してこそはじめて、達成されることができる」というのが彼の見解であった。
1949年に海軍の複数の艦船であったいわゆる「暴動」事件に関する調査委員会委員長にロロ・メインギー海軍少将を任命した。メインギー報告書は、共産主義による破壊工作は存在しないこと、また参加した水兵らの言い分もある程度認めるものであった。

### 晩年
1954年に政界を引退すると、メトロポリタン生命保険会社の役員になり、1957年には自身がその創設に関わったカナダ・カウンシルの初代理事長に就任した。
1959年、クラックストンはサスカチュワン大学より法学の名誉博士号を授与された。他にもマギル大学、クイーンズ大学、ブリティッシュコロンビア大学などからも名誉学位を受けている。
クラックストンがオタワで1960年に死去した時、『モントリオール・ガゼット』紙は彼は「揺るぎない勇気をもって死に向き合った」と報じた。死の直前まで精励し、「けっして手を緩めなかった」ことに彼の仲間たちは驚かされた、と。
オタワにある保健省が入るブルック・クラックストン・ビルは、彼を記念して名づけられた。